# Launch control
Launch control is een elektronisch onderdeel voor voertuigen dat de bestuurder in staat brengt om op de snelst mogelijke manier weg te rijden. Het werd oorspronkelijk ontwikkeld voor de Formule 1.
Het is momenteel een optie op BMW's uitgerust met een SMG-versnellingsbak, maar ook bij andere merken. Een omvangrijk systeem laat de auto optrekken met de juiste hoeveelheid wielspin en schakelt over op de best mogelijke momenten. Het systeem laat daarbij het toerental met een minimum zakken en voert de schakelhandeling uit in de snelste modus.